# Ansgar Knauff
Ansgar Knauff (* 10. Januar 2002 in Göttingen) ist ein deutsch-ghanaischer Fußballspieler. Er wird auf beiden Flügeln offensiv wie defensiv eingesetzt. Knauff spielt seit Januar 2022 beim Bundesligisten Eintracht Frankfurt, mit der er 2022 die Europa League gewann.

## Karriere

### Verein

#### 2006–2016: Jugend in Göttingen und Hannover
Knauff, der Sohn einer Deutschen und eines Ghanaers ist, wuchs in seiner Geburtsstadt Göttingen bei seiner alleinerziehenden Mutter auf. Er begann bei den „Bambini“ der SVG Göttingen 07 mit dem Vereinsfußball und blieb dort bis zur C-Jugend. Marcus Schmidt-Lehmkuhl, Jugendleiter des Vereins, schrieb dem Jungen schon damals zu, ein „Ausnahmetalent“ zu sein, und attestierte diesem „herausragende Fähigkeiten“ in Bezug auf dessen Torgefahr und Zweikampfstärke. Weiter lobte Schmidt-Lehmkuhl Knauffs Spielintelligenz sowie seine bereits früh erkennbare Flexibilität im Defensiv- wie Offensivbereich. Über die Jahre wurde der Spieler von Helge Kerl trainiert. Kerl blieben Knauffs Schnelligkeit sowie dessen Spielintelligenz und Fokussiertheit auf dem Feld in Erinnerung. Die neunjährige Ausbildung brachte dem Verein im Herbst 2021 die Auszahlung einer Ausbildungsentschädigung in Höhe von 36.000 Euro durch die DFL ein, nachdem Knauff in der Bundesliga debütiert hatte.

#### 2016–2022: Erster Profivertrag in Dortmund
Nach einem Jahr bei Hannover 96 nahm der Offensivspieler gemeinsam mit seinem Mannschaftskollegen Lloyd-Addo Kuffour ein Angebot von Borussia Dortmund wahr, in dessen Nachwuchsakademie zu wechseln. Bereits als Zwölfjähriger war er beim Opel Family Cup zum besten Spieler des Turniers gewählt und daraufhin vom damaligen Trainer der ersten Herrenmannschaft, Jürgen Klopp, zu einem Probetraining eingeladen worden. In seinem letzten B-Jugend-Jahr gewann Knauff mit Mannschaftskollegen wie dem erst 14-jährigen Youssoufa Moukoko oder Dennis Lütke-Frie 22 von 26 Ligaspielen, die restlichen endeten jeweils remis. Als Meister der Weststaffel gelangte man bis ins Finale, wo man aber dem Staffelkonkurrenten Köln unterlag. Seitens der Medien wurde ihm zugeschrieben, in dieser Partie der beste Dortmunder gewesen zu sein, dem mit seinen Leistungen der Durchbruch innerhalb des Vereins gelungen sei. Der Spieler hatte in 23 Spielen die rechte Außenbahn defensiv wie offensiv bespielt, war auch einige Male im offensiven Mittelfeld aktiv sowie an 15 der 93 Ligatore direkt beteiligt gewesen. Gemeinsam mit Moukoko, Kuffour, Maik Amedick und dem Torhüter Leon Klußmann schaffte der Niedersachse im Sommer 2019 den Sprung zu den von Michael Skibbe trainierten A-Junioren. Im Verlauf der Saison 2019/20, die für Jugendmannschaften in Folge der COVID-19-Pandemie bereits im März 2020 ihr Ende fand, gewann Knauff an Muskelmasse und Robustheit dazu. Skibbe setzte seinen Schützling im Gegensatz zu den Vorjahren ausschließlich auf den offensiven Flügeln ein, wo dieser weniger mit Flanken als vielmehr mit Kombinationsspiel und klugen Pässen glänzte. Neben ersten Erfahrungen gegen internationale Vereinsmannschaften in der UEFA Youth League wurde Knauff auch in eine vom Ex-Spieler Otto Addo betreute „Top-Talente-Gruppe“ innerhalb der Jugendabteilung des BVB aufgenommen.
Unter anderem auf Anraten des Dortmunder Sportdirektors Michael Zorc durfte der Offensivspieler unter Lucien Favre die Vorbereitung auf die Saison 2020/21, in der er letztmals für die U19 spielberechtigt war, mit der Bundesligamannschaft absolvieren und war für diese in Testspielen aktiv. Auch fortan trainierte der 18-Jährige fest mit den Profis. Es folgten erste Einsätze für die U23 in der Regionalliga West auf der linken Außenbahn als Gegenpart zu Richmond Tachie auf Rechts sowie erste Nominierungen in den Spieltagskader in der Bundesliga und Champions League. Ende November 2020 erhielt der Jungspieler einen Profivertrag, der bis „mindestens Juni 2023“ gültig ist, nachdem der Nachwuchskoordinator Lars Ricken dessen bisherige Entwicklung gelobt hatte. Am letzten Spieltag der Champions-League-Gruppenphase debütierte Knauff unter Trainer Lucien Favre beim 2:1-Auswärtssieg bei Zenit St. Petersburg nach einer Einwechslung in der Schlussphase und holte mit dem BVB den Gruppensieg.
Unter dem auf Favre folgenden Trainer Edin Terzić kam Knauff am 26. Spieltag, dem 20. März 2021, auswärts gegen den 1. FC Köln beim Stand von 2:1 in der 80. Minute für Thomas Meunier zu seinem ersten Bundesligaeinsatz. Er gab die Vorlage zum Ausgleich und half so, die drohende Niederlage abzuwenden (Endstand 2:2). Zwei Spieltage später gelang dem jungen Angreifer nach einer erneuten Einwechslung sein erstes Bundesligator, als er beim 3:2 gegen den VfB Stuttgart den entscheidenden Treffer erzielte. Anschließend kam Knauff noch zu einem weiteren Kurzeinsatz in der Bundesliga und zog mit der Mannschaft als Dritter erneut in die Champions League ein. Im Anschluss rückte er wieder in die U23, die sich im Saisonendspurt weiterhin im Aufstiegskampf mit Rot-Weiss Essen befand. Am letzten Spieltag steuerte Knauff gemeinsam mit Spielführer Steffen Tigges die beiden Treffer zum 2:1 in Wuppertal bei, woraufhin beide mit dem Team die Meisterschaft gewannen und mit diesem in die 3. Liga aufstiegen.
In der Hinrunde der Saison 2021/22 wurde Knauff weiterhin in der U23 eingesetzt, nachdem ihm bei der ersten Mannschaft zu Saisonbeginn trotz einer Verletzung Thorgan Hazards sowie des Wechsels von Jadon Sancho nur Nominierungen, aber keine Einsätze ermöglicht wurden. Der neue Trainer Marco Rose setzte stattdessen auf Neuzugang Donyell Malen oder den jüngeren Moukoko. Eine mögliche Leihe zum Ende des Sommertransferfensters soll der Spieler abgelehnt haben, unter anderem habe sich laut Transfermarkt.de der Hamburger SV für ihn interessiert. Ab Herbst erhielt der mittlerweile 19-Jährige dann doch vereinzelte Chancen in allen drei Wettbewerben, sich als Einwechselspieler zu beweisen, nachdem Erling Haaland häufiger aufgrund kleiner Verletzungen ausgefallen und Malen bis dahin relativ ungefährlich vor dem Tor geblieben war.

#### Seit 2022: Durchbruch und Europa-League-Sieg in Frankfurt
Im Januar 2022 wechselte Knauff innerhalb der Bundesliga leihweise zu Eintracht Frankfurt und unterschrieb einen Vertrag bis Juni 2023. Sebastian Kehl, Leiter der Dortmunder Lizenzspielerabteilung, erklärte den Transfer: Knauff sei „mit dem Wunsch auf uns zugekommen, im Rahmen einer Leihe mehr Spielpraxis sammeln zu können. Diese Chance möchten wir ihm bieten, um sich auf hohem Niveau weiterzuentwickeln.“ Nachdem er bei seinen ersten beiden Einsätzen jeweils in der Schlussphase eingewechselt worden war, stand Knauff Ende Februar 2022 gegen den FC Bayern München erstmals in der Startelf und war fortan wettbewerbsübergreifend Stammspieler auf der rechten Außenbahn. Diesen Status festigte er unter anderem mit seinem ersten Pflichtspieltor für die Eintracht beim 4:1-Auswärtssieg gegen Hertha BSC. In der Europa League verpasste Knauff beinah keine Spielminute der K.o.-Phase und schoss dabei wichtige Tore im Viertelfinale gegen den FC Barcelona sowie im Halbfinale gegen West Ham United. Wettbewerbsübergreifend kam er bis Saisonende in 19 Pflichtspielen zum Einsatz und erreichte mit seiner Mannschaft das Finale der Europa League. Dort stand er am 18. Mai 2022 gegen die Glasgow Rangers die vollen 120 Minuten auf dem Feld und gewann mit der Eintracht im anschließenden Elfmeterschießen den Titel. Zwei Tage nach dem Endspiel wurde Knauff von der UEFA als bester Nachwuchsspieler des Wettbewerbs ausgezeichnet. Von der italienischen Sportzeitung Tuttosport erhielt er Mitte Juni 2022 eine Nominierung zum Golden Boy, mit dem jährlich der beste U21-Spieler Europas ausgezeichnet wird.
Zur Saison 2023/24 wurde Knauff fest verpflichtet und mit einem Vertrag bis 2028 ausgestattet.

### Nationalmannschaft
Knauff wurde im Oktober 2020 als einziger Dortmunder für zwei Länderspiele der deutschen U19 gegen Frankreich in den Kader von Trainer Christian Wörns berufen und stand in beiden Spielen auf dem Platz. Im Jahr 2021 folgten nacheinander Einsätze für die U20- und die U21-Herren.
Trainer Antonio Di Salvo nominierte Knauff im Juni 2023 für den 23-köpfigen Kader für die U21-EM. In einem Testspiel im Trainingslager gegen die ebenfalls am Turnier teilnehmenden Schweizer zog sich der Offensivspieler einen Schlüsselbeinbruch zu, woraufhin er aus dem Turnierkader gestrichen werden musste.

## Titel
- Europa-League-Sieger: 2022 (Eintracht Frankfurt)
- Meister der Regionalliga West und Aufstieg in die 3. Liga: 2021 (Borussia Dortmund II)

### Persönliche Auszeichnungen
- Bester Nachwuchsspieler der Europa League: 2022
- Träger der Fritz-Walter-Medaille: 2021 in Silber (U19)